# Jože Colnarič
Jože Colnarič, slovenski agronom, * 20. februar 1925, Starše, † 2011, Maribor.
Po diplomi 1953 na ljubljanski Agronomsko gozdarski fakulteti je leta 1966 doktoriral s temo Vpliv vinogradniških teras na mikroklimo rastišča ter na rast in razvoj koreninskega sistema vinske trte v podravskem vinorodnem rajonu na Biotehniški fakulteti v Ljubljani. Od 1953 je služboval na različnih vodilnih mestih v kmetijski in vinogradniški stroki; leta 1960 pa je postal predavatelj na mariborski Višji agronomski šoli. Napisal in objavil je več samostojnih del in preko 60 strokovnih in raziskovalnih člankov, zlasti o terasiranju nagnjenih zemljišč in gojitvenih oblikah vinske trte.